# Rhyzodiastes parumcostatus
Rhyzodiastes parumcostatus es una especie de escarabajo terrestre, categorizada en la tribu Clinidiini, de la subfamilia Rhysodinae.
La especie cuenta con un pronoto alargado y ojos relativamente estrechos.

## Taxonomía
Se atribuye su descripción al entomólogo de origen francés Léon Fairmaire, quien la citó por primera vez en 1869. La especie aparece registrada en la sección Notes sur les coléoptères recueillis par Charles COQUEREL à Madagascar et sur les côtes d'Afrique. 1re partie de Annales de la Société Entomologique de France, (4), 8: 753-820, publicada por Fairmaire, L en 1869.

## Distribución
Se distribuye por América del Sur, en el sureste de Brasil, en las montañas costeras y en el estado de Mato Grosso (Parana, Santa Catarina, Sao Paulo) y la zona norte de Argentina (Santiago del Estero y Misiones). Reportado en las cuencas del Amazonas.